# Woh G64
Woh G64 là một sao cực siêu khổng lồ đỏ nằm ở thiên hà vệ tinh Large Magellanic Cloud ở phía nam chòm sao Kiếm Ngư.  Nó cách Trái Đất 168,000 năm ánh sáng và là một sao trong danh sách sao lớn nhất, với bán kính gấp 1,540 lần bán kính Mặt Trời, hay khoảng 1.07 tỉ km (7.14 đơn vị thiên văn), với khối lượng gấp 3.65 tỉ lần Mặt Trời.

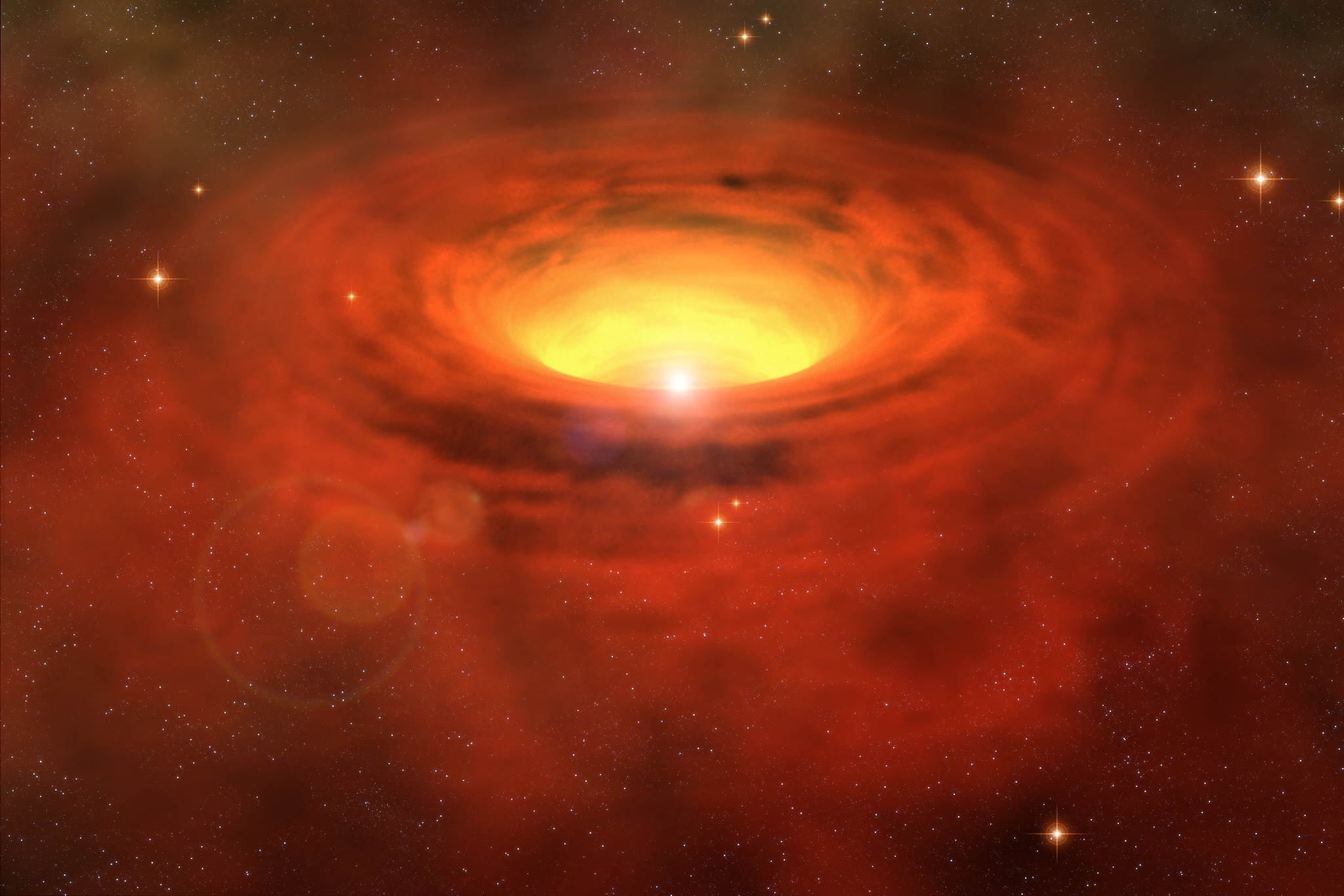
Tranh của họa sĩ tưởng tượng về WOH G64 (ESO)